# Karl Wachsmuth
Johann Jacob Karl Wachsmuth (* 19. Februar 1871 in Wehlheiden (Stadt Kassel); † 24. Juni 1937 ebenda) war ein deutscher Unternehmer und Abgeordneter des Provinziallandtages der preußischen Provinz Hessen-Nassau.

## Leben
Karl Wachsmuth erlernte nach seiner Schulausbildung den Beruf des Tischlers, erwarb den Meistertitel und führte später eine eigene Tischlerei.
Er engagierte sich politisch, trat der Reichspartei des deutschen Mittelstandes bei und erhielt 1930 als einer ihrer Vertreter einen Sitz im Kurhessischen Kommunallandtag des Regierungsbezirks Kassel. Dieser bestimmte ihn aus seiner Mitte zum Abgeordneten des Provinziallandtages der Provinz Hessen-Nassau. Er war Mitglied des Hauptausschusses und blieb bis zum Jahre 1932 in den Parlamenten.